# Crestwood, Kentucky
Crestwood är en ort i Oldham County, Kentucky, USA. År 2000 hade orten 1 999 invånare. Den har enligt United States Census Bureau en area på 9,3 km², allt är land.